# La Cebada (Chile)

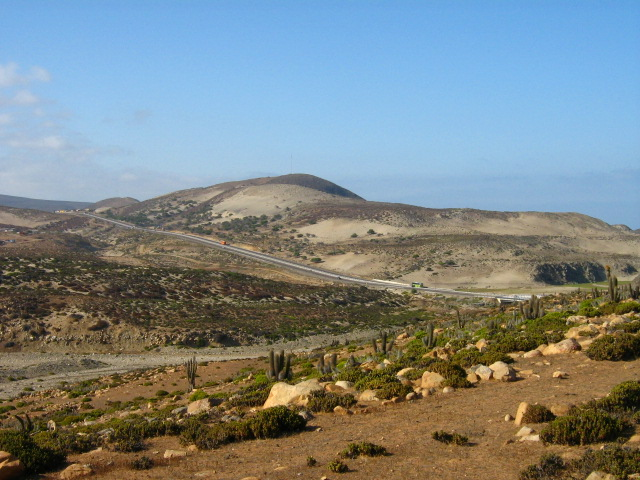
La Cebada. Al fondo se divisa la Ruta Panamericana, al costado izquierdo, la quebrada Locayo; al fondo se divisa la quebrada del Teniente.

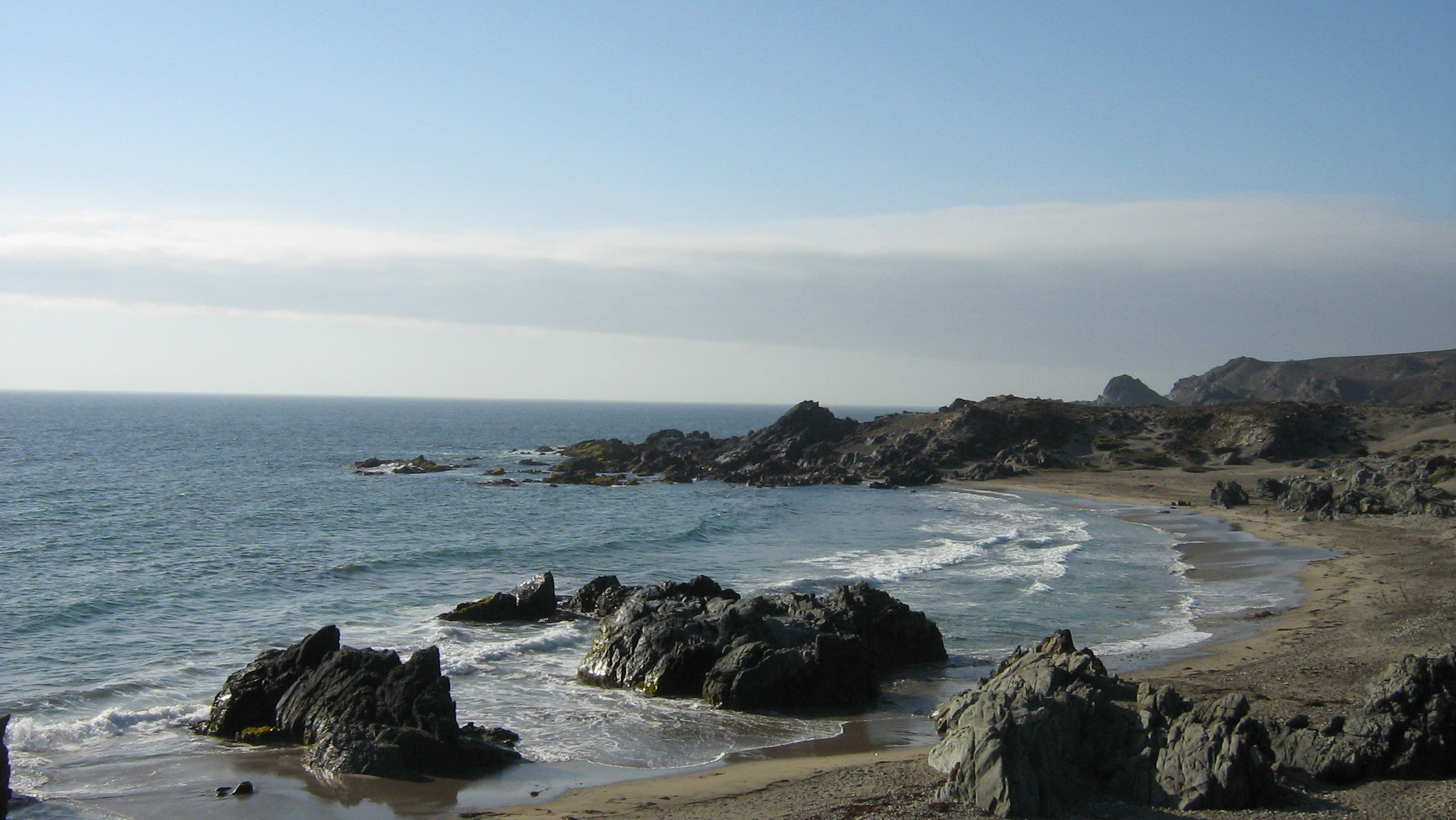
Playa de La Cebada.

La Cebada es una comunidad costera agropecuaria ubicada en la comuna de Ovalle, Región de Coquimbo, Chile, específicamente en el "km 338" de la Ruta 5, hoy Autopista del Elqui.
Sus coordenadas geográficas son 30°58′8″S 71°38′26″O / -30.96889, -71.64056.
La Cebada está contigua a la comuna de Punitaqui y Canela y los poblados más cercanos son Mantos de Hornillos por el sur (10 km), Socos por el norte (40 km) y Peñablanca por el este (16 km). Las ciudades más cercanas son Ovalle por el noreste, distante a 110 km y Los Vilos, 116 km al sur.

## Historia
Esta gran comunidad tiene su origen en una sola gran merced de tierras entregada por la Corona española, a comienzos del siglo XVII, al capitán don Blas Pizarro del Pozo y Gamboa de Astudillo hijo de don Diego Pizarro del Pozo y Clavijo de Galvéz, miembro de una de las familias Terratenientes más ricas e influyentes de la La Serena durante el período colonial. Este latifundio se ubicaba a las espaldas del cerro Talinay, alcanzaba en su límite norte hasta la llamada "boca del Río Limarí” equivalente a la actual desembocadura; por su parte en su límite sur llegaba hasta la quebrada llamada El Teniente, al oriente limitaba con el Camino Real y al poniente con el Mar Pacífico. Don Blas Pizarro del Pozo, quien vende el año el 21 de noviembre de 1680 parte de esta propiedad al Maestre de Campo don Joseph de la Vega y Mendoza. Soltero y sin sucesión legítima Joseph al testar en La Serena el año 1696 lega sus propiedades a su primo hermano el capitán don Antonio Niño de Cepeda y Mendoza. Ya el año 1725 al casar la hija de don Antonio, doña María Niño de Zepeda y Aguirre con don Pedro Pizarro y Arqueros es dotada con la estancia de Talca y Talinay, manifestándose entonces la división de las tierras antes dichas las que darán origen en las respectivas estancias de Talca, parte de la entonces Estancia Peñablanca, El Teniente, Talinay y la citada de La Cebada.
En el año 1820 es aproximadamente cuando estas tierras conformaban la Hacienda de La Cebada, cuyos dueños eran el capitán español don Agustín de Carvajal y la criolla María Campos provenientes de la Villa Barraza. Los límites de la hacienda eran por el norte hasta el cerro de Talinay, (km 347) por el sur hasta "Majadas blancas" (km 328 de la Panamericana), por el este hasta la ubicación de la actual Peñablanca y por el oeste hasta el borde costero.
La hacienda de La Cebada se dedicaba al cultivo de cebada, trigo y frutales y sus descendientes se desperdigaron por los confines de la hacienda por sucesiones y herencias hasta conformar una comunidad de campesinos dedicados a la crianza de caprinos y la pequeña minería. Como muchas otras, la localidad de La Cebada aún vive en estado de subdesarrollo y con un estilo de vida similar a los de sus antepasados.

## Características físicas

### Paisaje,  clima y procesos erosivos
El paisaje que presenta la comunidad es del tipo desértico con grados de erosión media a fuerte, sectores de cárcavas, afectado fuertemente por erosión eólica y erosión por pastura desmedida de los caprinos de la zona.
Los vientos alisios del sur pueden alcanzar los 50-65 km/h durante la tarde, arrastrando arena desde la costa y en la mañana puede sentir su efecto un viento norte más suave. Ocurre ocasionalmente varias jornadas de viento sur que ocasionan la sequedad del paisaje al transportar arena, secar los retoños vegetales y hacer difícil el desplazamiento. Estos vientos alcanzan su apogeo en febrero a mayo.
Dichos vientos son preponderantes en la transformación del paisaje, no solo porque contribuyen a la erosión y sequedad del paisaje, sino  porque además la arena que transportan hace avanzar las dunas que muy lentamente van cubriendo esteros, canales aluviales o humedales.
El paisaje en general es percibido como apacible, por algunas personas; triste y muy seco por otras, ensoñador y solitario por melancólicos visitantes; pero el paisaje ejerce una poderosa atracción sobre el visitante y crea fuertes vínculos con sus habitantes.
El paisaje adquiere especial belleza escénica cuando los rayos solares del atardecer destacan los colores térreos de las montañas y llanos adyacentes.
La desertificación avanzó en estos parajes en los siglos XVII y XVIII cuando los estancieros españoles iniciaron la tala indiscriminada del algarrobo y otros arbustos que retenían la capa vegetal edáfica. Antaño a esta zona se la llamaba Norte Verde en alusión a la gran cobertura vegetal existente en la zona y cuya densidad apenas dejaba ver los asentamientos indígenas de la época.
Esta presentación al parecer logró mantenerse hasta entrado el siglo XVIII, ya que se recuerda como el Norte Verde, en alusión a épocas de mayor vegetación que la actual.
El paisaje y la pluviometría están íntimamente ligados a las variaciones de la Corriente del Niño o
Corriente de la Niña, cuya influencia es marcadamente notoria en el sector. Asimismo, costas afuera está estacionado un centro de alta presión permanente que dificulta el acceso de frentes lluviosos a todo el sector de la IV región en épocas de invierno.
Es esta zona tan demarcada por las corrientes antes mencionadas, que su influencia no abarca más allá de 60 km de costa, haciendo muy particular el paisaje erosionado de la misma; más al norte o más al sur, el paisaje presenta una cubierta vegetal más estable y consistente.
Cada 20 a 25 años ocurre un período de sequía que agrava la situación de los lugareños al terminarse el pasto y morir sus crías de caprinos.
El régimen de lluvias apenas bordea los 25-35 mm/año, en años normales y apenas 5-10 mm en años secos.
La quebrada de El Teniente causa que en los años lluviosos transporte grandes masas de agua provenientes de las mesetas y arrastren grandes cantidades de residuos sólidos que se acumulan en la desembocadura. Estos residuos forman túmulos que ocasionan acumulaciones de arena que es transportada al interior por el fuerte viento llamado surazo.
La Cebada posee dos pequeñas playas (aprox. 100 m cada una) no aptas para nadar.

### Geología
La conformación geológica del sector sugiere que esta zona no se ha visto afectada desde su formación primigenia (Paleozoico) y los estratos y afloramientos son de fecha mucho más antigua que la formación de la cordillera andina.
Las formaciones geológicas revelan a simple inspección visual una gran antigüedad.
En efecto, en el Mapa Geológico de Chile del año 2003, el sector está señalado como formado por tres grupos geológicos predominantes:
El sector costero subdividido en sector borde-costero marino, toda esta formación conformada entre los periodos Devónico- Carbonífero (hace 400 millones de años) está compuesta por metaareniscas, filitas y, en menor proporción, mármoles, cherts, metabasaltos y metaconglomerados; metaturbiditas con facies de mélange.
La franja costera(sector intermedio) formada entre los periodos Triásico- Jurásico (unos 180 millones de años atrás) predominado las Granodioritas, monzogranitos, monzodioritas, dioritas y gabros de piroxeno y hornblenda; sienogranitos.
En Valles transversales interiores mucho más recientes, del periodo Mioceno (33-23 millones de años atrás) en que predominan las monzodioritas, las dioritas de piroxeno, hornblenda y biotita, granodioritas y tonalitas.
Al analizar las diferentes capas geológicas se puede deducir que antiguamente la zona tuvo un clima más benigno y lluvioso y fue una zona de mucho más cubierta de bosques nativos y menos erosionada que la presentación actual.
En los cerros y borde costero es posible hallar casi toda forma de rocas ígneas, rocas metamórficas y rocas sedimentarias, estas últimas en gran abundancia, esto incluye diversidades geológicas de data muy antigua, tales como gabros, granitos degradados, andesita en estado de degradación y basaltos antiguos. Los fósiles están ausentes.

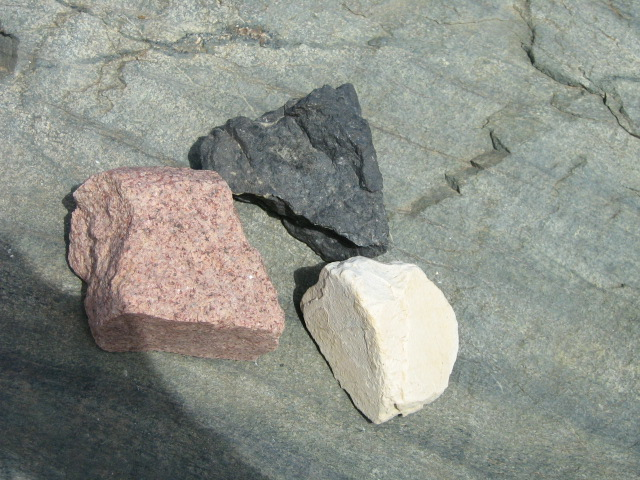
Diversidad geológica: Granito rojo, Andesita negra, cuarzo impuro sobre un fondo de metarenisca verde.

La zona además presenta yacimientos de cobre, oro, cuarzo y cuarzita en abundancia y además afloraciones de carbonatos.
Existen sectores donde la abundancia clástica es evidente, pudiendo encontrase cerros o laderas completamente cubierta por clastos y en otras ausencia se estos.
El viento sur ha producido dunas de arena en sectores cercanos al mar que avanzan a razón de 50 cm aprox. por año.
Antes de la construcción de la doble vía panamericana, las dunas solían cubrir la carpeta asfáltica de esta.
La CONAF ha intentado contener el avance de las dunas en el sector carretero sembrando algarrobos y otros matorrales como elemento de contención.

#### Edafología
La composición  edafológica de los suelos en las llanuras es principalmente arcilla, arena y limo, con un horizonte vegetal de escasos 5 a 15 cm, sin embargo, la composición general es de suelos franco-arcillosos o franco-arenoso. La vida vegetal se sostiene en esta escuálida capa orgánica. El sector se puede clasificar como Clase II según el mapa agropecuario de Chile.
La tierra cultivable Clase VII y VIII es escasa debido a la erosión y es posible encontrarla en ciertos sectores abrigados contiguos a quebradas cuya caja aluvial es amplia.

## Climatología

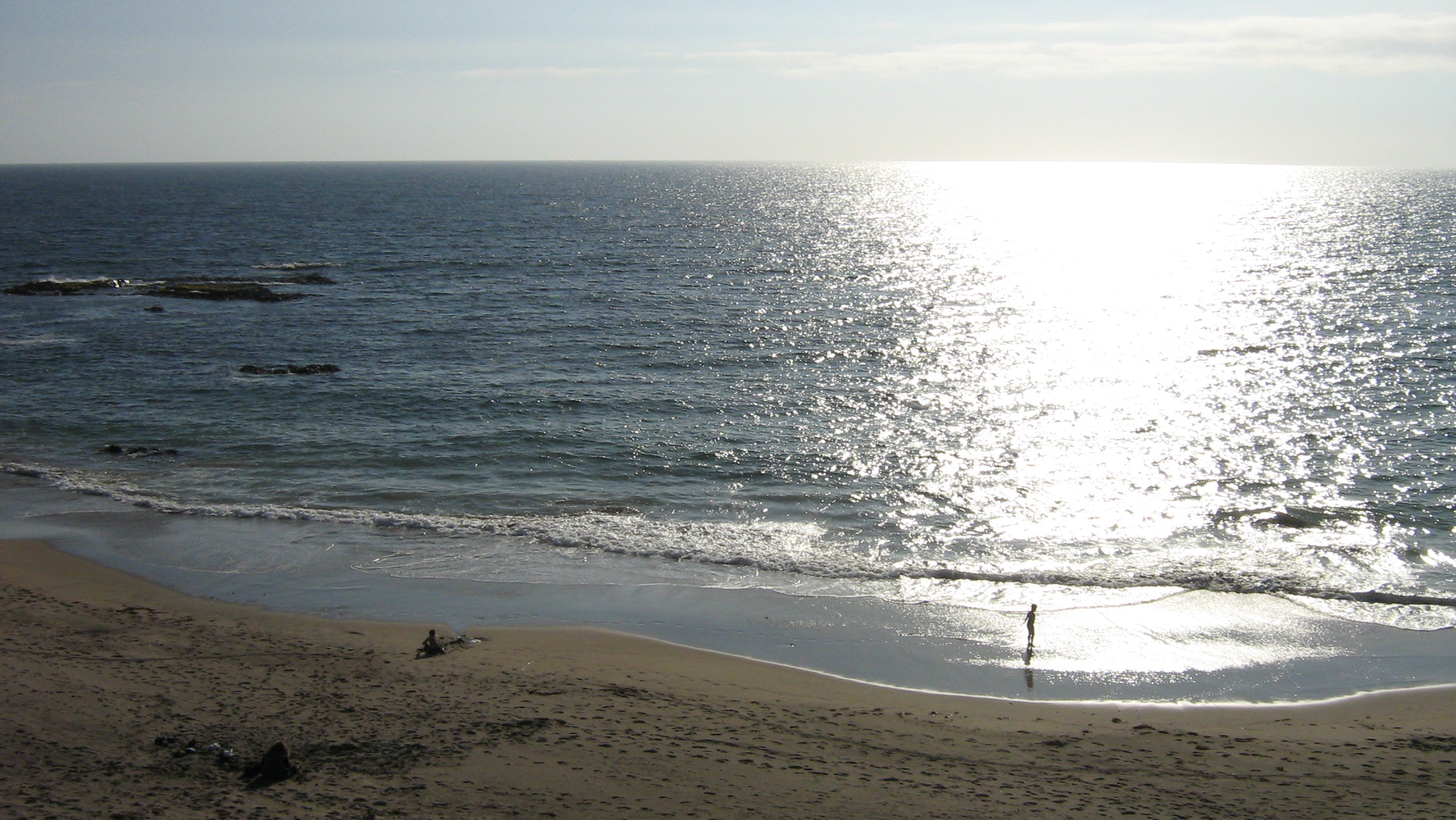
Vista al Pacífico.

El clima de La Cebada es subtropical y está fuertemente influenciado por la cercanía con el océano Pacífico y la corriente de Humboldt, amortiguando las excesivas heladas de los centros fríos de alta presión que imperan en los valles longitudinales y transversales de la zona interior y el calor extremo en los veranos.

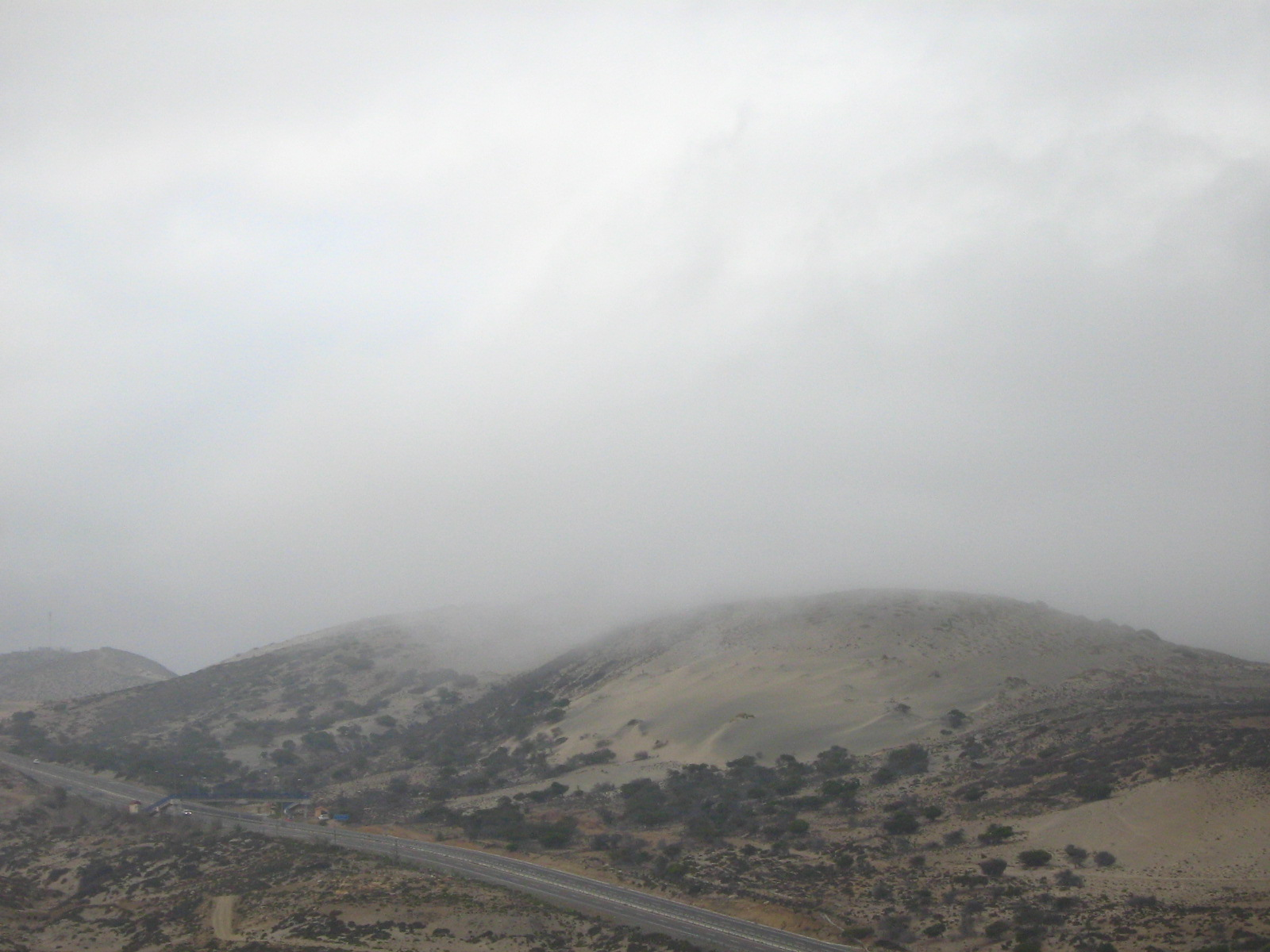
Fenómeno de camanchaca.

Las temperaturas mínimas y máximas extremas que fluctúan en verano son de 12 y 31 °C; y en invierno son 4 y 12 °C como máximo.
El régimen pluviométrico es dependiente de los fenómenos de El Niño y La Niña, no obstante los totales pueden variar de un año a otro, el promedio máximo es 55-75 mm en años lluviosos y en años secos apenas alcanza los 10-12 mm de agua-lluvia.
Cada 3 a 15 años, se registran períodos de fuertes sequías debidos a fenómenos de La Niña, cuya duración oscila entre 4-7 años, produciendo grandes estragos en los crianceros de ganado caprino. Lo mismo ocurre con las heladas que en ocasiones ocurre en invierno, cuya consecuencia es el raleamiento de pastizales ralos.
Cabe destacar que la corriente de Humboldt se separa del borde costero en esta latitud, adentrándose en el mar y esto determina que la temperatura del agua de mar, en verano, sea muy baja(10-15 °C) y que a 40 km más hacia el norte, la temperatura de esta sea más cálida (20-22 °C).

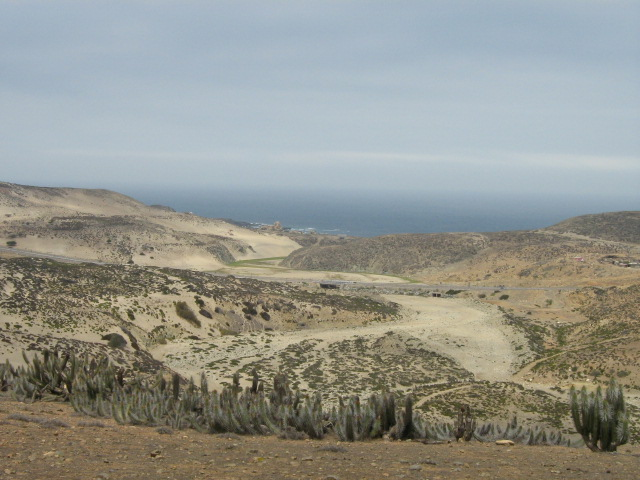
Vista aérea: Quebrada Locayo hacia el mar.

Los vientos son un factor importante que contribuye a la erosión eólica de la zona, estos vientos aparecen desde septiembre hasta marzo, incluso hasta mayo y es el llamado surazo, el que contribuye a modificar la escasa cobertura vegetal de la zona, las velocidades pueden llegar hasta los 55-60 km/h y durar desde 6 horas diurnas hasta 96 horas continuas. Su aparición es variable a través del tiempo, este viento ha desertificado aún más el paisaje.
El viento norte aparece en las mañanas muy tempranamente y es helado y suave, no alcanzando más de 10-12 km/h. Este viento condensa el agua proveniente de la evaporación oceánica y produce punto de rocío contribuyendo además en algunas épocas al fenómeno de la camanchaca que preserva la cobertura vegetal de la zona lograda después de los escasos días de lluvia.

## Hidrología
La existencia de importantes napas subterráneas son la razón de la existencia de la comunidad.
Existen varios pozos perforados por generaciones atrás que proveen de agua potable, con un buen grado de dureza y ausencia de contaminantes y microorganismos patógenos.
Dichos pozos provienen de napas freáticas o pozos artesianos, cuyas aguas corren desde niveles superiores desde la salida de la quebrada de El Teniente y de la quebrada de Locayo que constituyen la principal cuenca hidrográfica del sector, la quebrada de Las culebras no alcanza a entregar su aporte pues estos quedan retenidos varios kilómetros más arriba y sus aportes se manifiestan en pozos de superficie que sirven de abrevadero al ganado caprino y la fauna local.

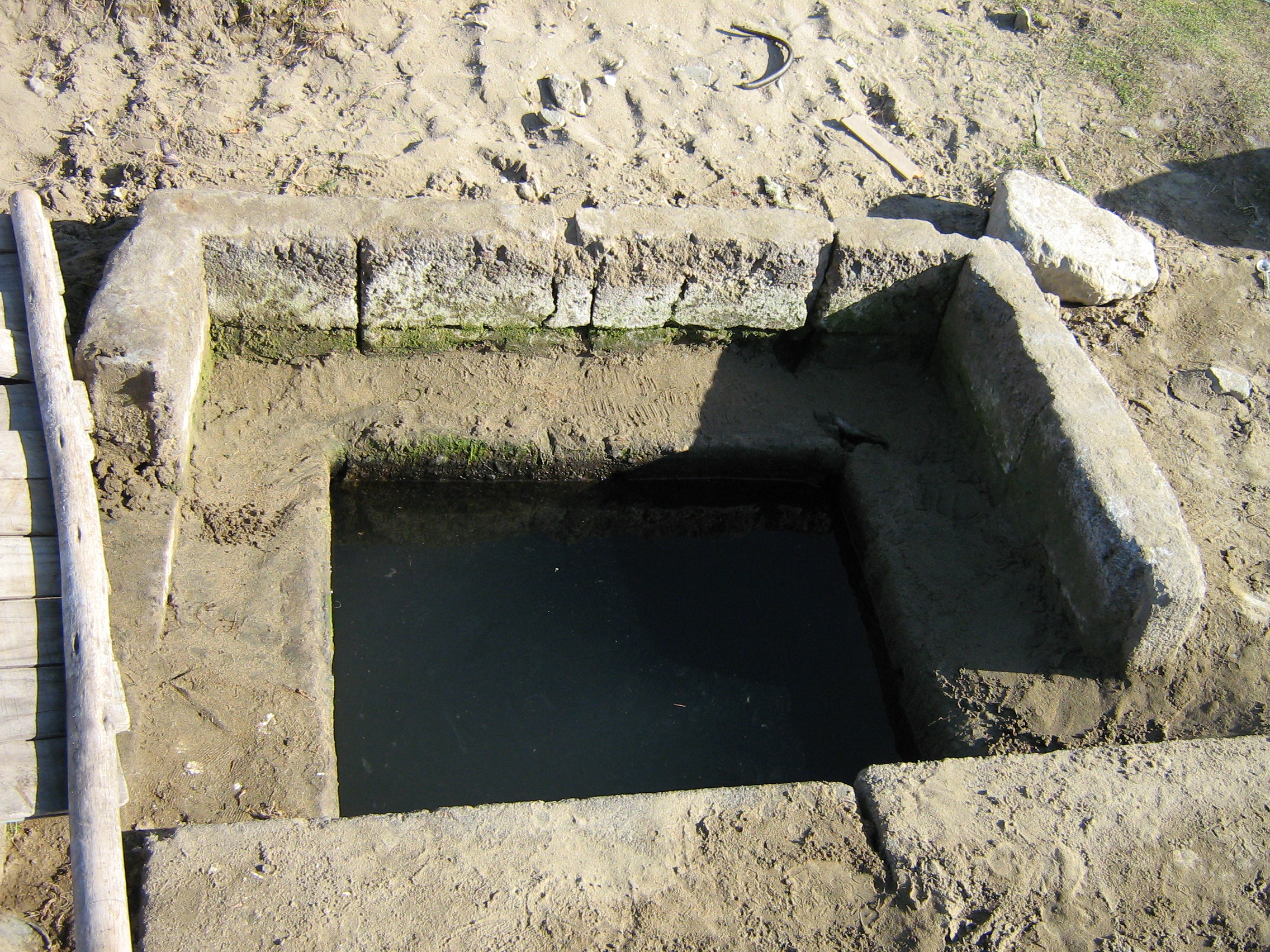
Antiguo pozo de La Cebada.

La Cebada cuenta con un pozo artesiano cuyo origen se hace 80 años atrás y que ha abastecido a la comunidad con agua de muy buena calidad química y microbiológica, incluso en los peores años de sequía ha permanecido. Aluviones producto de la crecida de las aguas lluvia lo han anegado pero nunca ha perdido su atributo benéfico para la comunidad. Su producción es aproximadamente de medio metro cúbico, que es su capacidad de reposición en 15 minutos.
La calidad de las aguas de los pozos es similar a la de la zona metropolitana, no variando mayormente sus parámetros salinos, salvo los sólidos suspendidos ocasionados por inundaciones por escorrentía de sobrecaudal durante períodos de lluvias continuadas que aniegan los pozos, que deben volver a ser puestos en servicio.

## Presencia humana
La zona antes de la llegada de los españoles era ocupada desde hacía siglos por indios de la cultura Chango y/o cultura Diaguita. que establecieron asentamientos de temporada y fueron principalmente recolectores que dejaron grandes conchales en la zona costera.
Incluso, en los años 60, se hallaron tumbas y evidencias de asentamientos en el sector costero.
Hay abundante presencia de puntas de flechas, restos de cerámicas similares a los hallados en la zona de Barraza, en el valle del Limarí.
Como detalle histórico Alonso de Monroy, capitán de Pedro de Valdivia, realizó una batida por la zona del Limarí para someter a los indios que poblaban la zona después de la destrucción de La Serena en 1545.

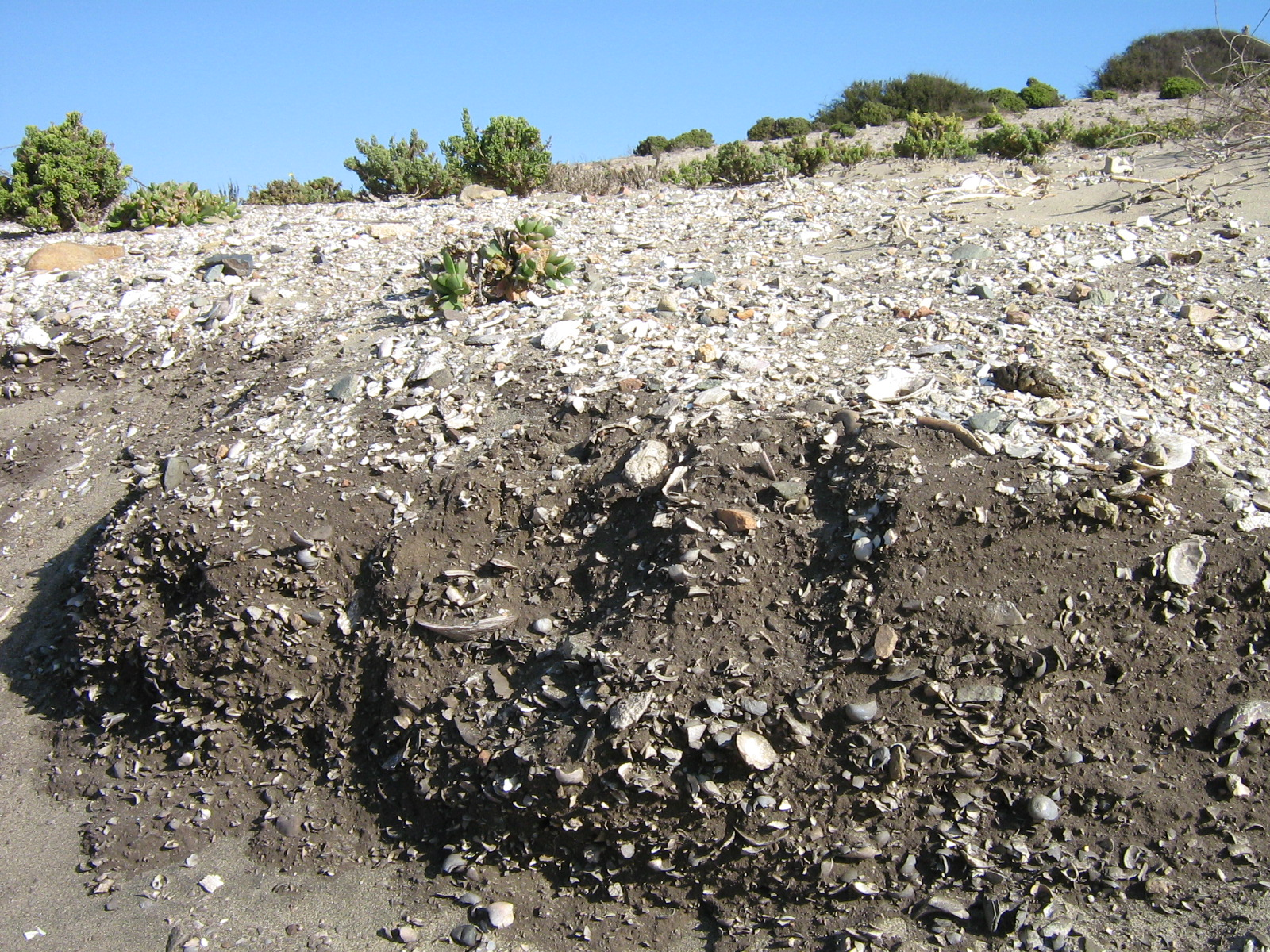
Conchales emergentes en arenal.

El Camino del Inca cuyo trazado pasa más al interior era usado como ruta hacia Santiago, sin embargo, los viajeros coloniales que venían desde La Serena usaban el sector de La Cebada como parada antes de seguir hacia Petorca y tomar el antiguo camino incaico.
Los primeros asentamientos humanos hispano-criollos datan de fines del siglo XVII, proviniendo sus habitantes de los poblados de Barraza y Ovalle.
La construcción de la carretera Panamericana a finales de los años 50, sacó a la zona del aislamiento.

## Actividad minera
La zona de la Cebada es pródiga en recursos minerales, de donde se destaca la presencia de vetas de cobre, oro, cuarzo, carbonatos de calcio, y hierro.

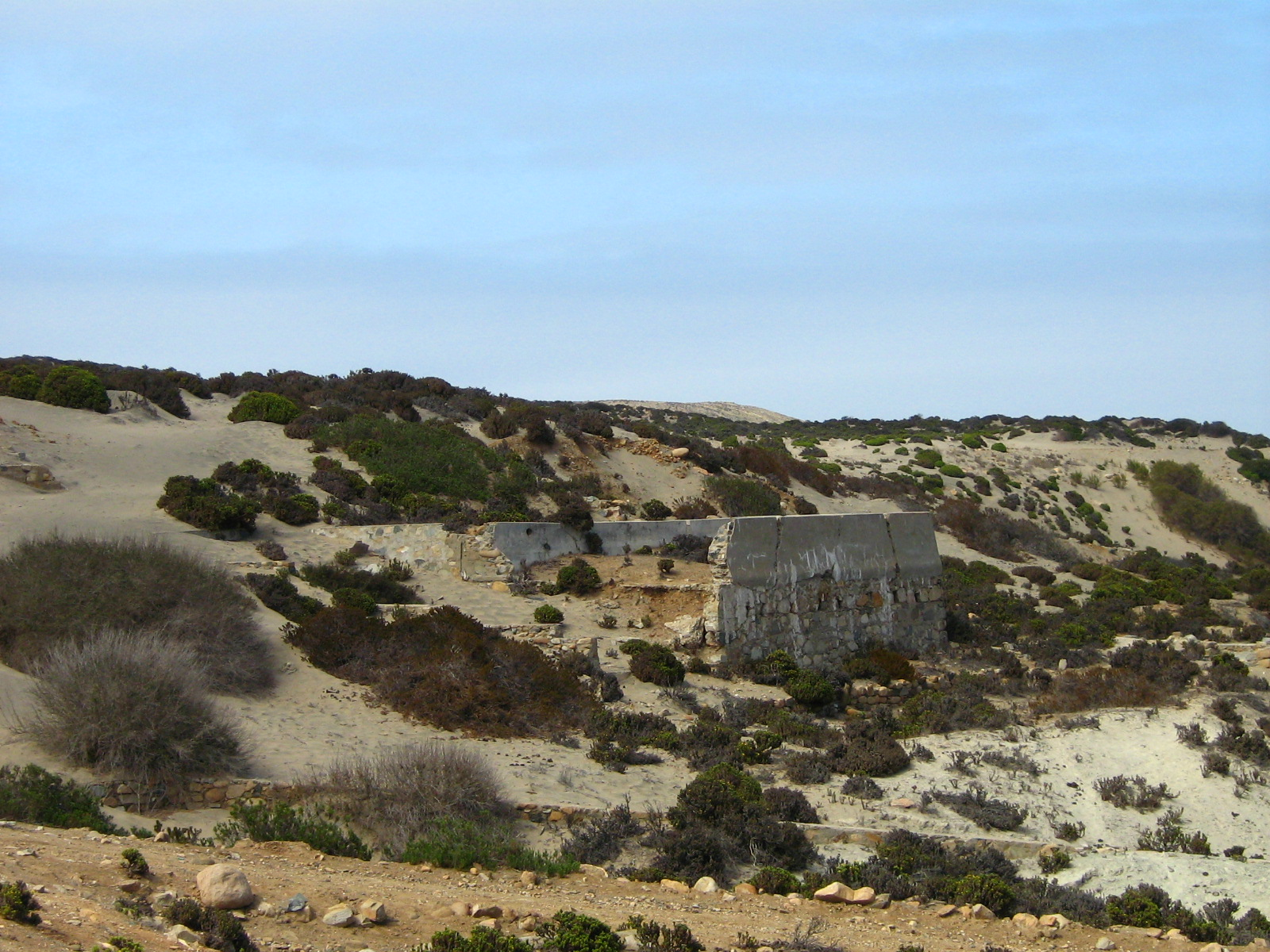
Lavadero de oro en estado de abandono.

Estos recursos, en especial el oro, son explotados esporádicamente por pirquineros que realizan esforzadas extracciones de cobre y principalmente oro de manera muy rudimentaria, obteniendo algunos chancados de relativo bajo rendimiento.
Dichas explotaciones se activan cuando el oro alcanza un valor interesante en el mercado local para el pirquinero de la zona, que además es crianzero y agricultor.
Entre los periodos de 1940-1950, se estableció un asentamiento minero en la Quebrada de Locayo, que funcionó como un lavadero de oro llegando a emplear a unos 50 personas. Dicho lavadero fue siendo abandonado paulatinamente a finales de los años 50 cuando se hizo poco rentable la extracción por medio del lavado del lecho del río que corría en el sector.
Es destacable el Mineral de Punta de Talca, unos kilómetros más hacia el norte (km 348) por la línea de la costa de donde se extrajeron abundantes cantidades de oro, de buena ley por parte que enriquecieron a una familia de grandes empresarios ovallinos de apellido Tello: el dueño de todas las pertenencias mineras era el señor Demetrio Tello Ulloa, un multimillonario minero y exitoso empresario de la IV región. Estas minas fueron trabajadas intensamente entre los años 80 y 90.

## Flora y Fauna

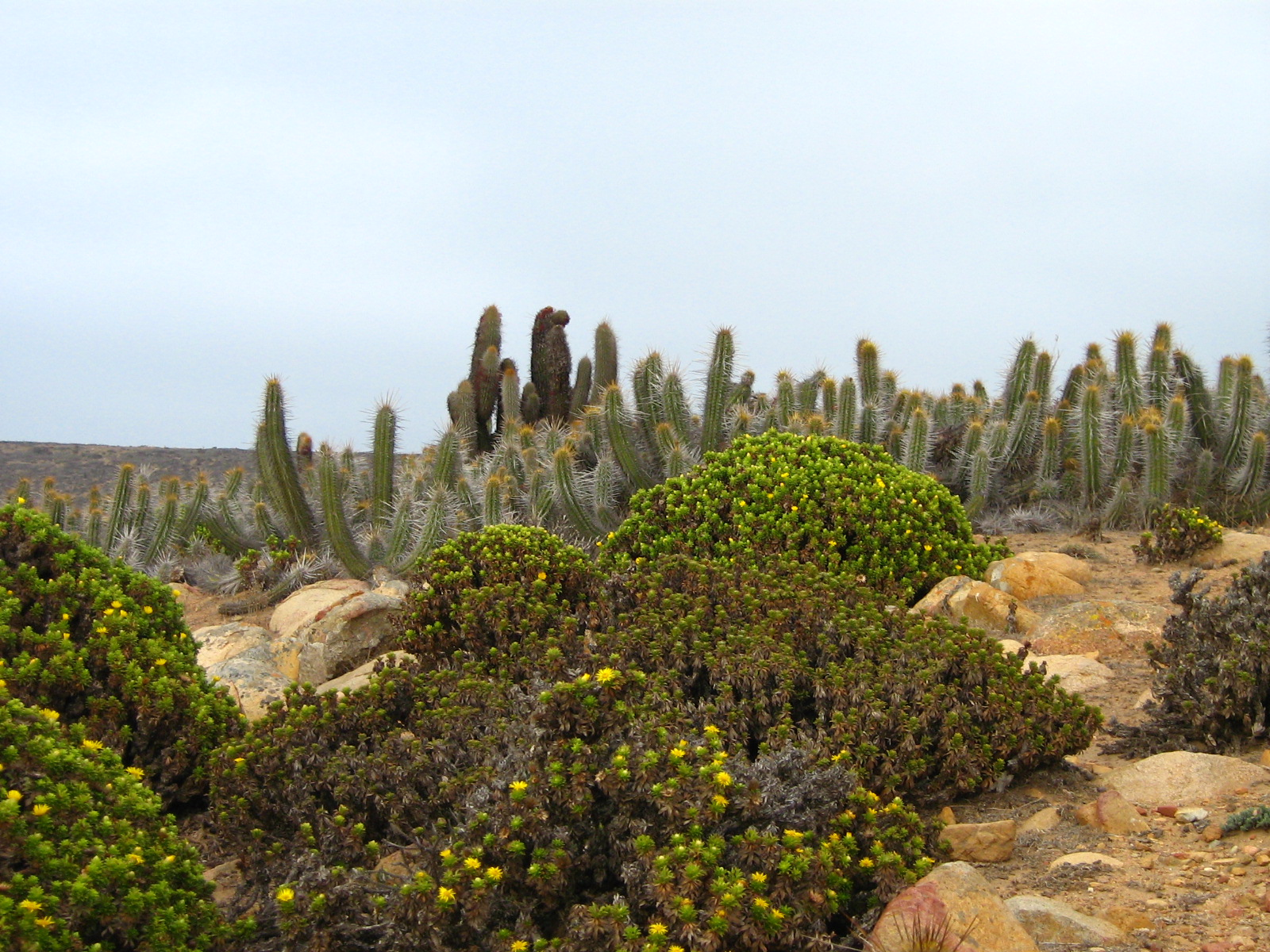
Flora de monte típica, en primer plano, la Chamiza en flor.

La flora es predominantemente desértica, predominan en el paisaje las cactáceas y los arbustos esclerófilos tales como la chamiza, los cardones y el "palo negro", es muy raro encontrar árboles que no sean la higuera, el eucaliptus y esporádicos pinares. Hacia el interior, hacia las quebradas es más abundante otro tipo de arbustos rastreros y pastizales de follaje duro. Son predominantes las cactáceas tales como el llamado quisco y sus variedades
más pequeñas.

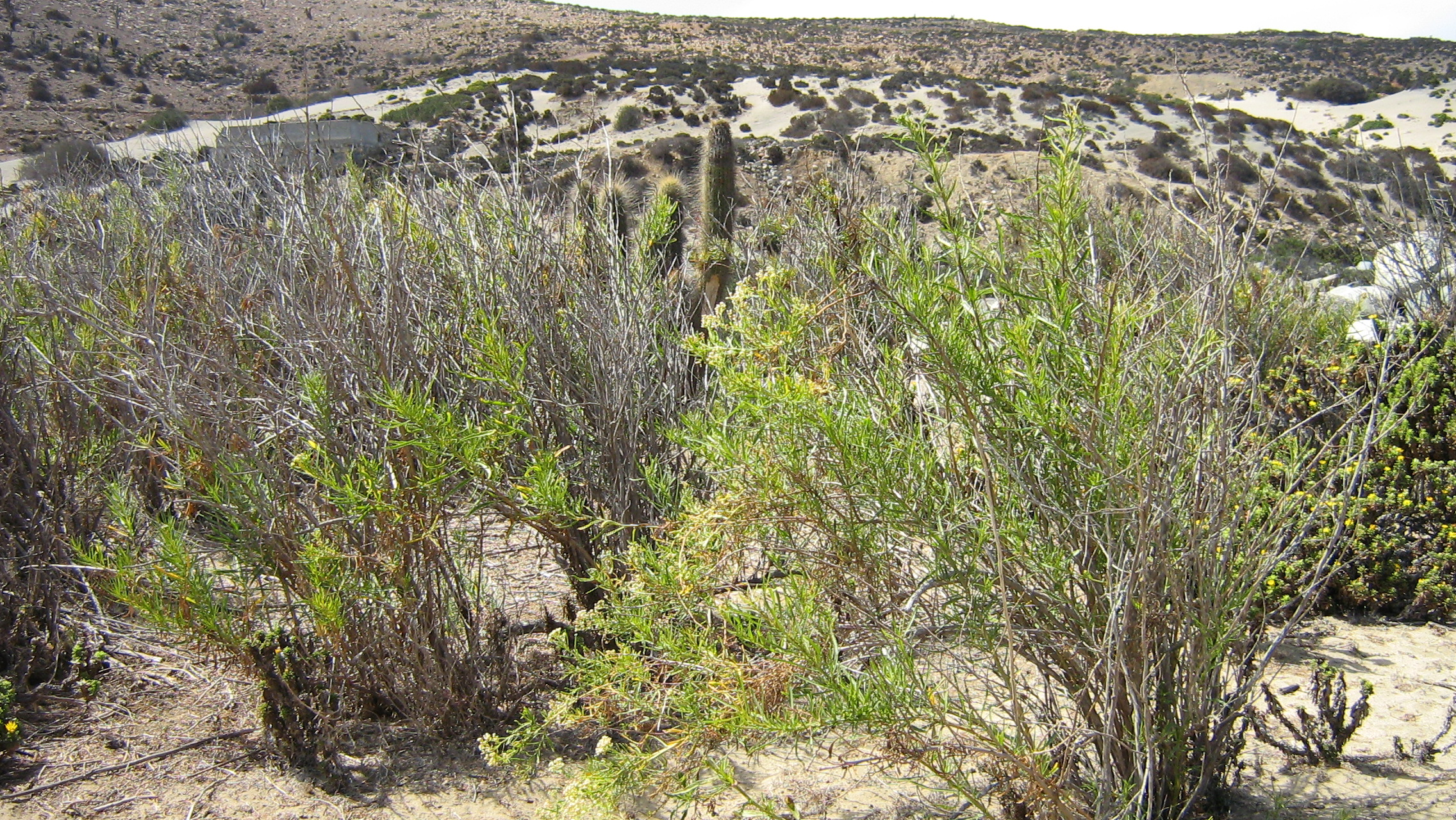
Flora típica de lecho de quebradas.

En los llanos, casi no es posible hallar arbustos, salvos los trasplantados por CONAF.
Las lagartijas (Podarcis) 10 años antes eran abundantes en la zona, hoy en día es raro verlas debido a dos factores: La captura por parte de traficantes de animales exóticos y el cambio de hábitos alimenticios de bandadas de gaviotas carroñeras que abundan en el sector.
Las culebras, otrora abundantes han prácticamente desaparecido del sector y es muy raro ver un espécimen.
Los insectos están representados por la vinchuca, el escarabajo guanero, la hormiga negra, los alacranes y variedades de arácnidos tales como la viuda negra (Loxoceles mantraxs), la araña arenera, el insecto-palo, y la langosta. La araña de rincón es muy rara de ser hallada debido a la abundancia de su depredador natural, la araña tigre Scytodes globula(muy común).

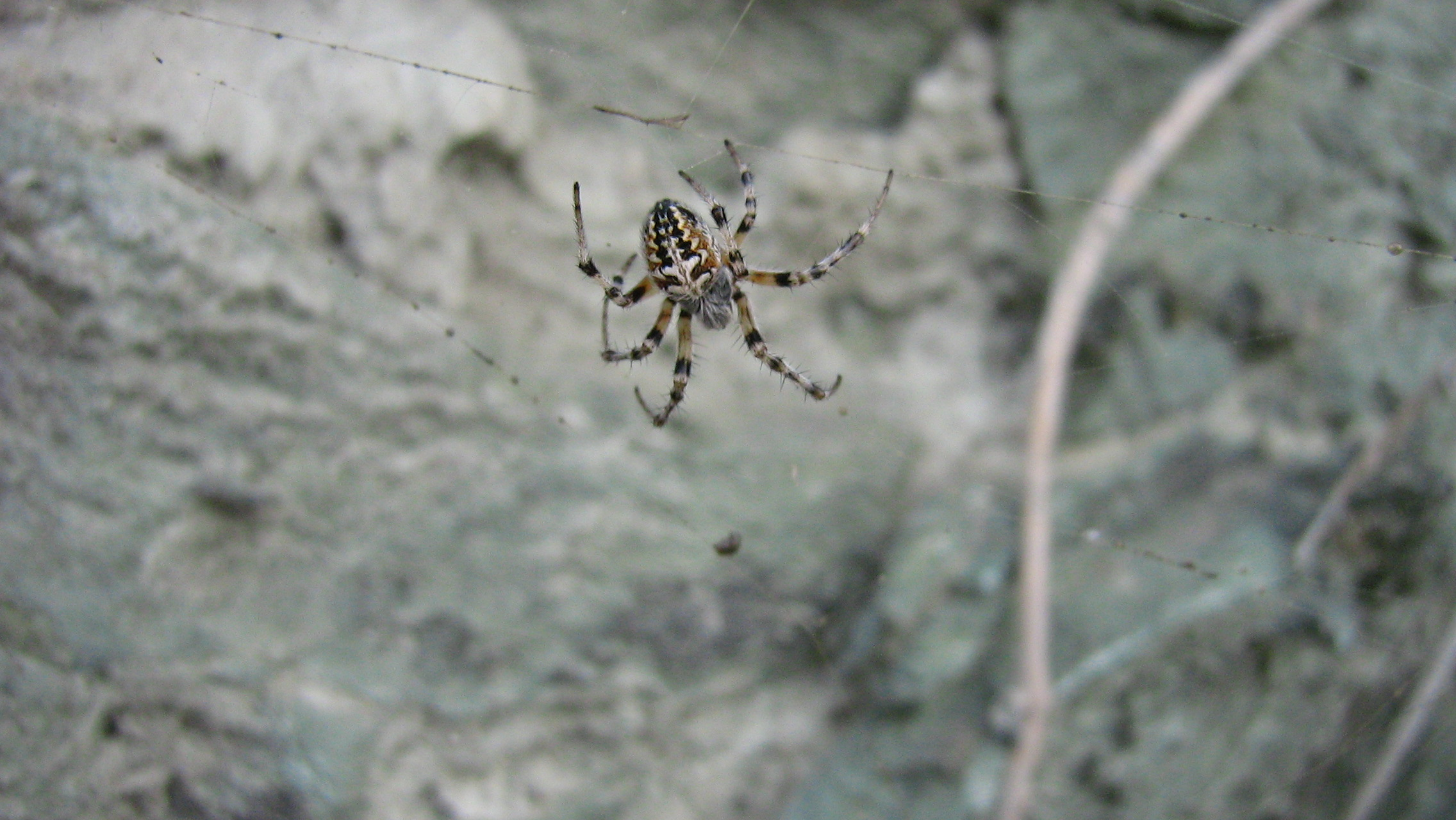
Araña tigrada de las rocas.

Es común en el lugar, en ciertas épocas, la presencia del zorro, tales como el chilla y el zorro culpeo plateado y rojo, que son perseguidos por los lugareños cuando estos toman como parte de su cadena alimenticia a ovejas y cabras. El puma existió décadas atrás hasta ser exterminados del sector y se les conocía como leones. Son comunes los roedores, representados por el "chungungo", el conejo (introducido) y su pariente, la liebre.

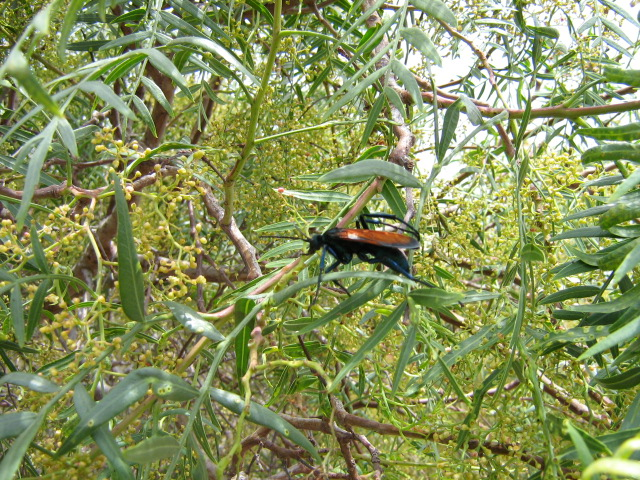
Avispa azul gigante arenera.

Las aves cantoras son muy variadas y prolíficas en el sector pudiendo observarse a la " diuca ", la lloica, el chincol, el correcaminos y los siempre presentes, peucos, jotes y tiuques que compiten como oportunistas con las gaviotas por alguna carroña.
Las playas son invadidas en otoño y primavera por aves costeras migratorias tales como el gaviotín antártico y el chorlito de mar. Rara vez se pueden observar cóndores y aguiluchos que bajan a la costa: su avistamiento es más común en épocas de crías caprinas y en sequías prolongadas, cuando por falta de alimento descienden a la costa en busca de carroña.

## Comunidad y sociología
El conjunto de habitantes y casas del sector puede ser clasificado como villorrio, poseyendo escuela, iglesia y algún local comercial con teléfono. La principal vía de comunicación es la carretera Ruta 5 Norte Panamericana. La cantidad de habitantes es de 250 personas aproximadamente. La densidad poblacional es de apenas 0.7 hbts/km²

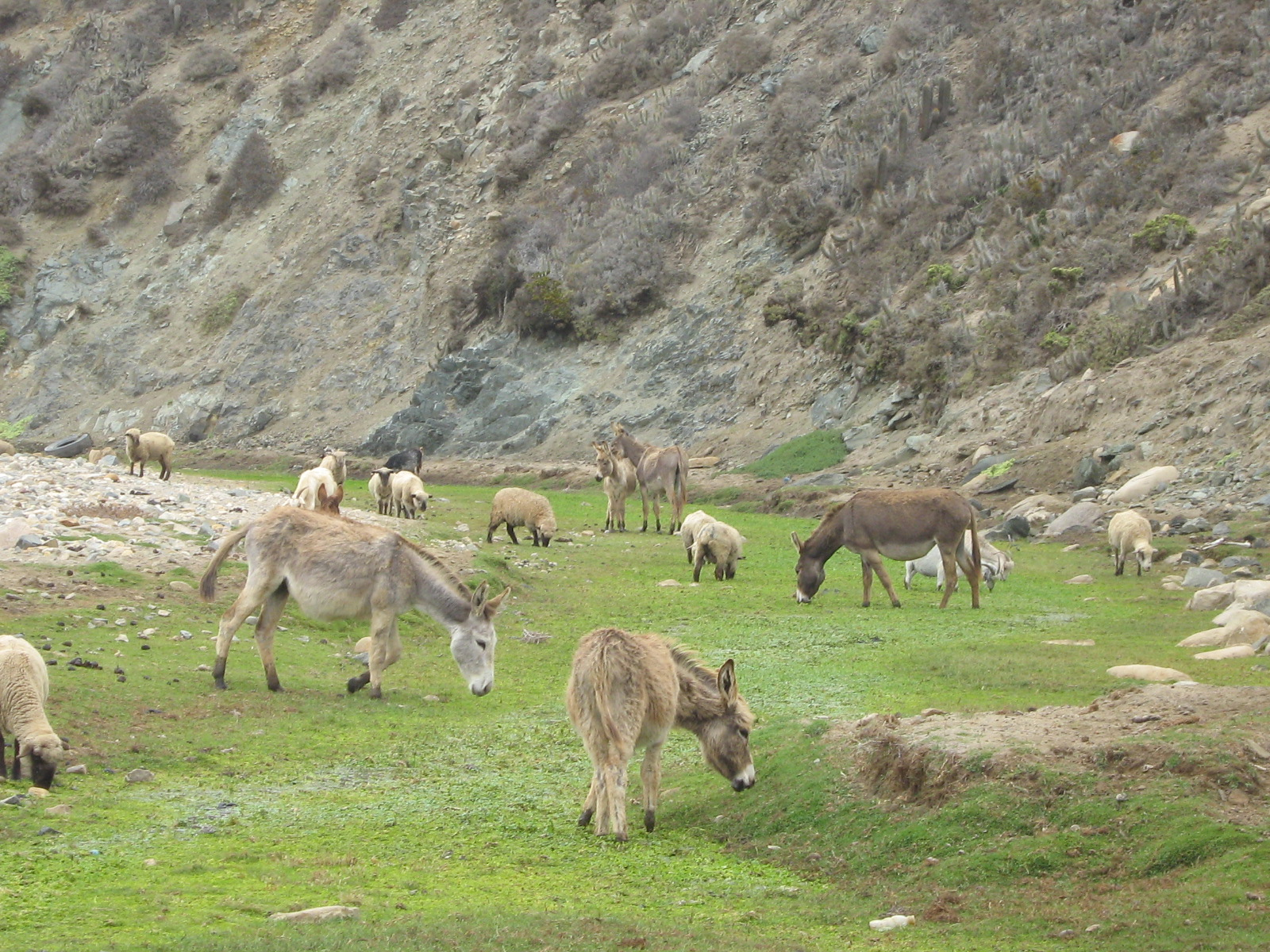
Animales domésticos comunes.

Hasta no hace muchos años atrás, la forma de vida era muy rudimentaria, teniendo que abastecerse de agua por medio del transporte de aljibes transportados en burros, la televisión no era conocida ni menos la telefonía celular, el castellano usado contenía varios términos antiguos que no se usan en la actualidad, por ejemplo: pampo (poco fondo), por dar un ejemplos.
Hoy en día, los cebadinos cuentan con más recursos como camionetas, furgones, telefonía celular o estanques de acopio de agua e incluso han accedido a paneles solares.
En general, la zona es considerada por sobre la línea de la pobreza, su gente es digna y vive con lo que el medio le brinda, generación tras generación.  La emigración a ciudades es relativamente baja.
En el 2010, la electrificación llegó a la zona, e inició operaciones hacia mayo de 2010, dicho recurso impulsó a la comunidad en su camino a la modernidad.
Entre los animales domésticos figuran el burro (abundante), el asno, la oveja, la cabra y, en poca cantidad, caballos de poca alzada.

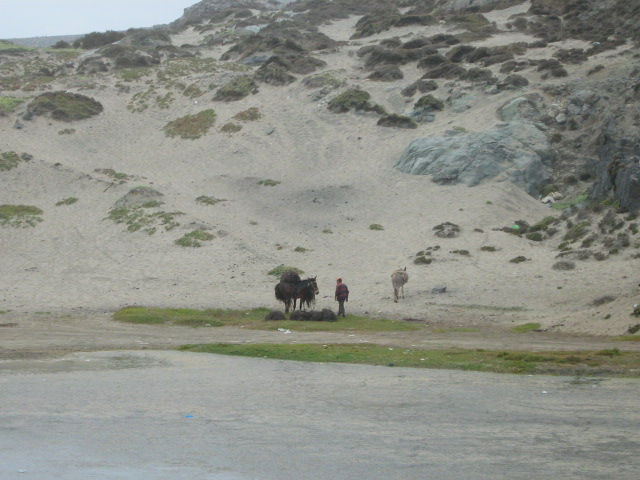
Hombre recolectando algas.

No cuenta con subcomisarías de carabineros ni servicios públicos.
El índice de criminalidad es sumamente bajo, pudiendo considerarse una zona segura para el turismo.
La comunidad no tiene fuentes propias de agua potable, teniendo que extraer el agua desde pozos artesianos o bien por medio de camiones aljibes.
Algunas casas poseen paneles solares que le brindan algunas horas de energía eléctrica. La fuerza del viento, abundante en el año no es aprovechada más que por algunas viviendas para generar energía eléctrica por medio de la energía eólica.
Se han establecido en el lado sur, dos parque eólicos, el parque eólico La Canela y el de Monte Redondo con casi 40 aerogeneradores que ha incorporado un nuevo elemento paisajístico al sur de La Cebada.
Los cebadinos viven principalmente de la crianza de cabras y ovejas. De ellos obtienen la carne, lana, leche, cueros tanto para consumo propio como para la venta en la Ruta 5 Norte.
La crianza masiva de vacunos se dejó de practicar por los años 40, cuando la zona adquirió definitivamente el carácter semidesértico.
Algunas personas complementan esta actividad recolectando algas tales como cochayuyos y algas flotantes para ser vendidas a terceros que a su vez la venden a empresas de cosméticos.
Esta actividad, muy sacrificada, se ha hecho cada vez más principal en la comunidad así como en todo el litoral del norte de Chile. En época de escasez de otras formas de ingreso, esta actividad de recolección se ha convertido en la principal del sector. El impacto ambiental debido a esta actividad no está del todo clarificado.
La accesibilidad a la extracción de mariscos es poco explotada debido a que se abusó de este recurso en las décadas de los 50 al 70. Otra actividad económica es la venta de carne de cabrito en la Ruta Panamericana y quesos de cabra. Diariamente se sacrifican desde septiembre a marzo unos 100 cabritos diarios que se ofrecen en la vía.
La educación máxima a que puede optar un escolar de la zona es hasta octavo básico, teniendo que continuar sus estudios en internados en Ovalle, donde adquieren alguna especialización técnica.

### Idiosincrasia
El cebadino es per se de carácter desconfiado, muy autosuficiente, y en su fuero interno muy solitario y poco dado a la conversación; pero una vez lograda la confianza, son muy abiertos y acogedores en su entorno íntimo. El cebadino se caracteriza por su extraordinario apego a su tierra y a sus animales. Aprenden desde pequeño a "leer" las características climáticas con el objeto de intentar predecir el devenir climático.
De carácter muy tranquilo y reposado, el habitante de esta tierra vive el día a día cuidando sus animales, pastoreándolos y/o dedicados a la extracción de algas. La vida no es fácil, es dura en este lugar ya que todo debe ser adquirido con mucho esfuerzo y tesón, pero la calidad de vida en términos de salud, tipo de alimentación, estado físico y aire puro es muy superior a la del citadino.
Una de las peculiaridades más positivas educacionales es el profundo respeto por el bien ajeno que se les inculca desde pequeños.
La jornada empieza temprano por la mañana liberando a sus animales para que pasten en las quebradas y abrevaderos.
Luego puede ya bien realizar extracción de algas, extracción de mariscos o bien realizar labores de pirquinero.
Ya terminada la jornada, guardado sus animales, el cebadino se reúne con su familia frente a un fogón ceniciento y disfruta de una infusión de yerba mate.

### Religión
El habitante de este sector, dada su holística tan particular no es proclive a las prácticas religiosas tradicionales o disciplinas cristianas evangélicas, pero sus creencias se aproximan mucho al catolicismo combinado con creencias paganas que sobreviven de las antiguas creencias prehispánicas.
Su mayor fuente de creencia se centra en Dios, como también en chamanes, brujos y agoreros para la sanación de enfermedades y males. Estos personajes abundan en radioemisoras locales, además de ser muy escuchados por los habitantes de este sector. No obstante, también existen críticas hacia este tipos de prácticas por considerar que lucran con la fe de los lugareños. Actualmente la mayoría de las radioemisoras locales son de carácter evangélico.
Los cebadinos tiene la particularidad de creer que pueden interpretar signos de la naturaleza para predecir la suerte climática del año y sus ganados.
Sus creencias son tradiciones ricas en mitos y leyendas heredadas de la época hispánica.

### Folclore
El cebadino celebra las fiestas nacionales, pero reemplaza las tradicionales cuecas y tonadas nacionales por la cumbia y especialmente por los corridos mexicanos que son difundidos profusamente por las emisoras de radio locales. El cebadino organiza fondas en escuelas y sedes durante los días de celebración patria y los condimenta con partidos de fútbol y juegos populares.

## El BAP Napo

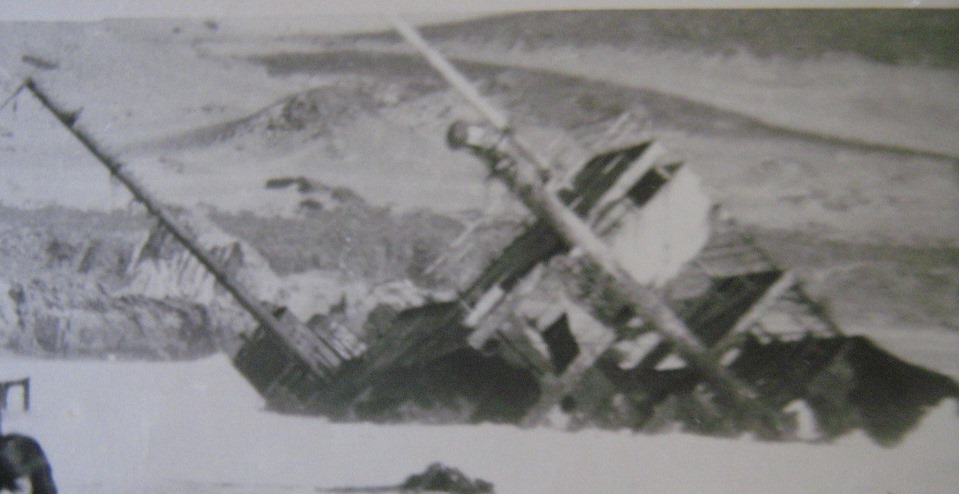
Los restos del Napo a fines de 1975

El 27 de junio de 1965 ocurrió el  encallamiento del Barco carguero peruano Napo, el barco que venía muy pegado a la costa, estando a la cuadra de la desembocadura del Limarí, rascó una ajuga submarina no señalada en las cartas de navegación, perforándole su casco, el capitán viendo perdida la nave prefirió llevarla frente a la costa apareciendo frente a La Cebada con la intención de vararlo, pero un fuerte oleaje puso al barco sobre un escollo rocoso en el sector norte de la playa chica y quedó a firme a  sin posibilidad de desvararlo y fue desguazado en el lugar.  Este incidente benefició económicamente a los cebadinos ya que su desvalije en implementos, cablerío, muebles de hierro, fueron una fuente de ingresos y además atrajo turismo al sector. El naufragio desapareció en 1976.

## Problemas ambientales
Las problemáticas ambientales más importantes son la basura generada por el turismo y los detergentes fosfatados que dejan la pequeña laguna de La Cebada en proceso de desarrollo de eutroficación, y en la que es posible observar lisas y pejerreyes chileno de río, cuyos alevines no sobreviven en algunas ocasiones.

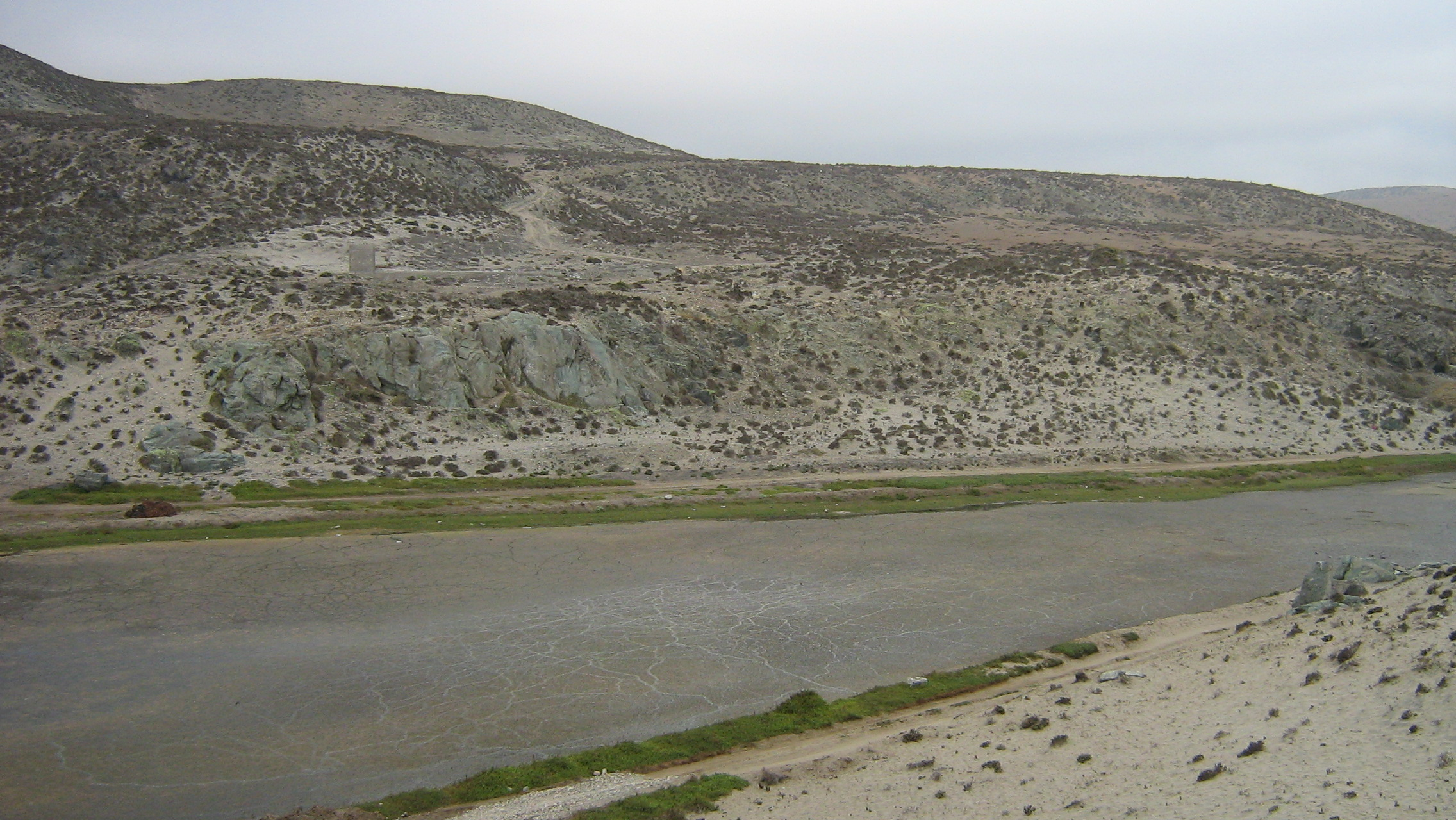
Laguna de La Cebada en estado de eutroficación.

Otro problema generado por los campistas son la contaminación de los pozos comunitarios, que usan para su limpieza personal, así como la sobreextracción de mariscos del borde costero de lapas, erizos de mar, locos (Concholepas concholepas), chinquillos y algas comestibles tales como el cochayuyo y el luche (alga) negro. Además de la sobreexplotación de las algas marinas del sector, cortándolos del tallo sin darle una oportunidad para volver a crecer, esto por parte de los habitantes de La Cebada y El Teniente. Otro punto muy importante es el tema de que algunos o algún habitante de La cebada vendió parte de la duna principal que se puede ver en la quebrada Locayo afectando biodiversidad de insectos y arácnidos como la araña de arena y la avispa azul.
También faenan de forma anti-higiénica arriesgando la salud de quienes consumen al comprar sus productos, como la elaboración de charqui la cual en su elaboración se puede ver como se llenan de moscas e insectos en el lugar donde se seca.
El paso de la Ruta Panamericana genera desperdicios arrojados desde los automóviles, camiones y autobuses.
En los años 60, este problema tuvo incidencia directa en la muerte de cientos de cabezas de ganado caprino por ingesta de restos de bolsas de plástico en períodos de sequía y escasez de alimentos.
Otro de los problemas ambientales que experimenta la comunidad es la disposición de basuras desde los domicilios, apilándose estas en el perímetro con la consiguiente proliferación de vectores.

## Turismo
El turismo no está desarrollado en La Cebada, ni tampoco se le considera como atractivo en los programas de la IV Región, principalmente a la falta de infraestructura, caminos y consensos entre los habitantes. No obstante, se han considerado proyectos de loteamiento para casas de veraneo.

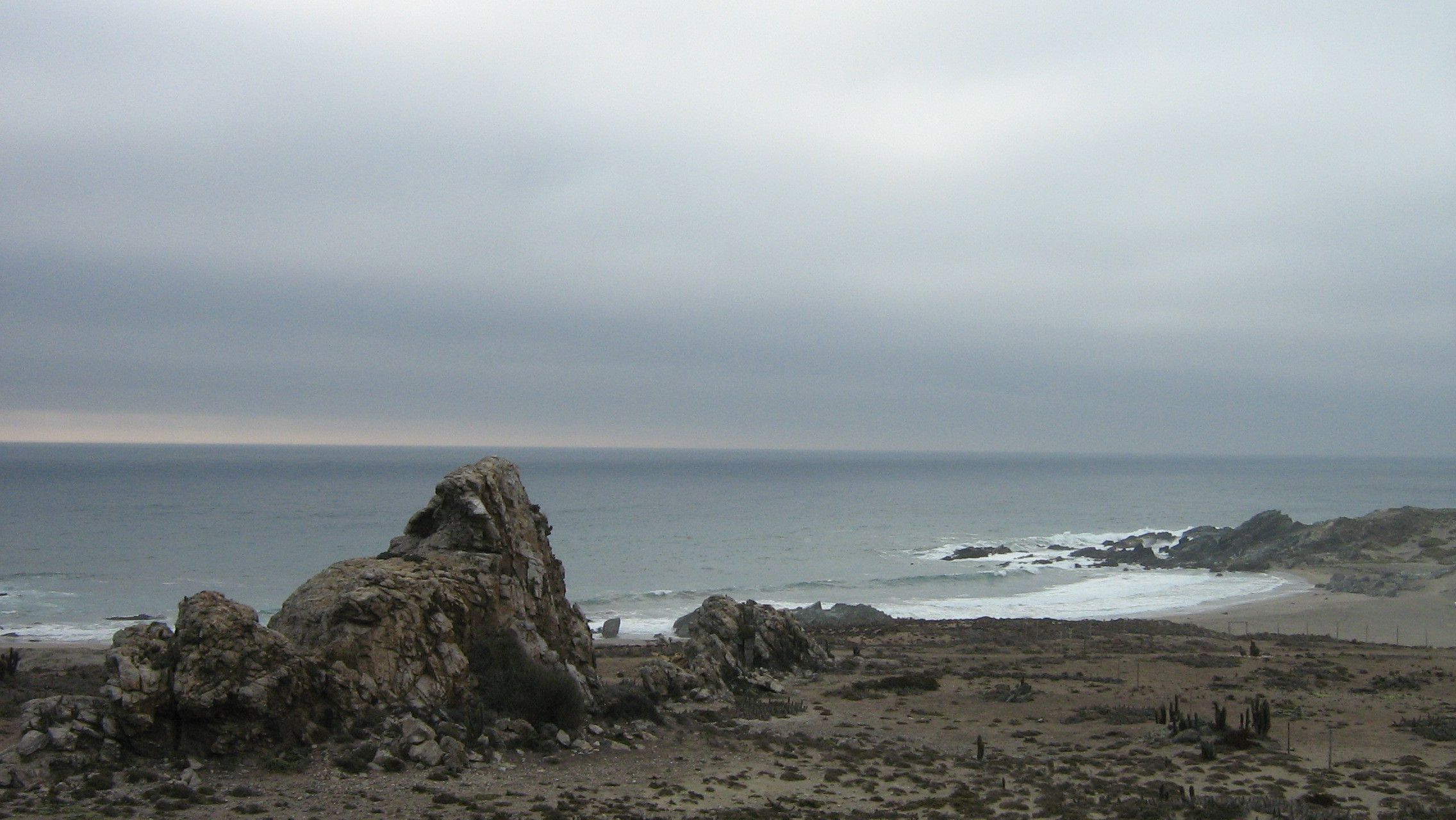
Vista general de la costa.

La Cebada consta de dos pequeñas pero agradables playas de arena (aprox. 120 m cada una). No son aptas para el baño y tiene un registro de una persona ahogada en 1963).
Ocasionalmente el oleaje las llena de piedras que vuelven a ser cubiertas otra vez por arena.
Una de las principales atracciones alguna vez la constituyó el Naufragio del Napo que dio algún realce turístico y económico a la zona en los años 60. Otra de las atracciones de la zona son las caminatas por las zonas interiores, la quebrada de Locayo y las dunas de arena de la zona.
Cuando ocurren lluvias después de algún período de sequías, el sector se ve gratamente afectado por una fuerte floración de las semillas acumuladas, produciendo paisajes semejantes al desierto florido pudiendo encontrarse todo tipo de lirios y flores diversas.
La Cebada está relativamente cercana a balnearios como Tongoy, Guanaqueros, Playa Blanca ( aprox. 89 km) y al Parque Fray Jorge (65 km)

## Terremoto y maremoto de 2015

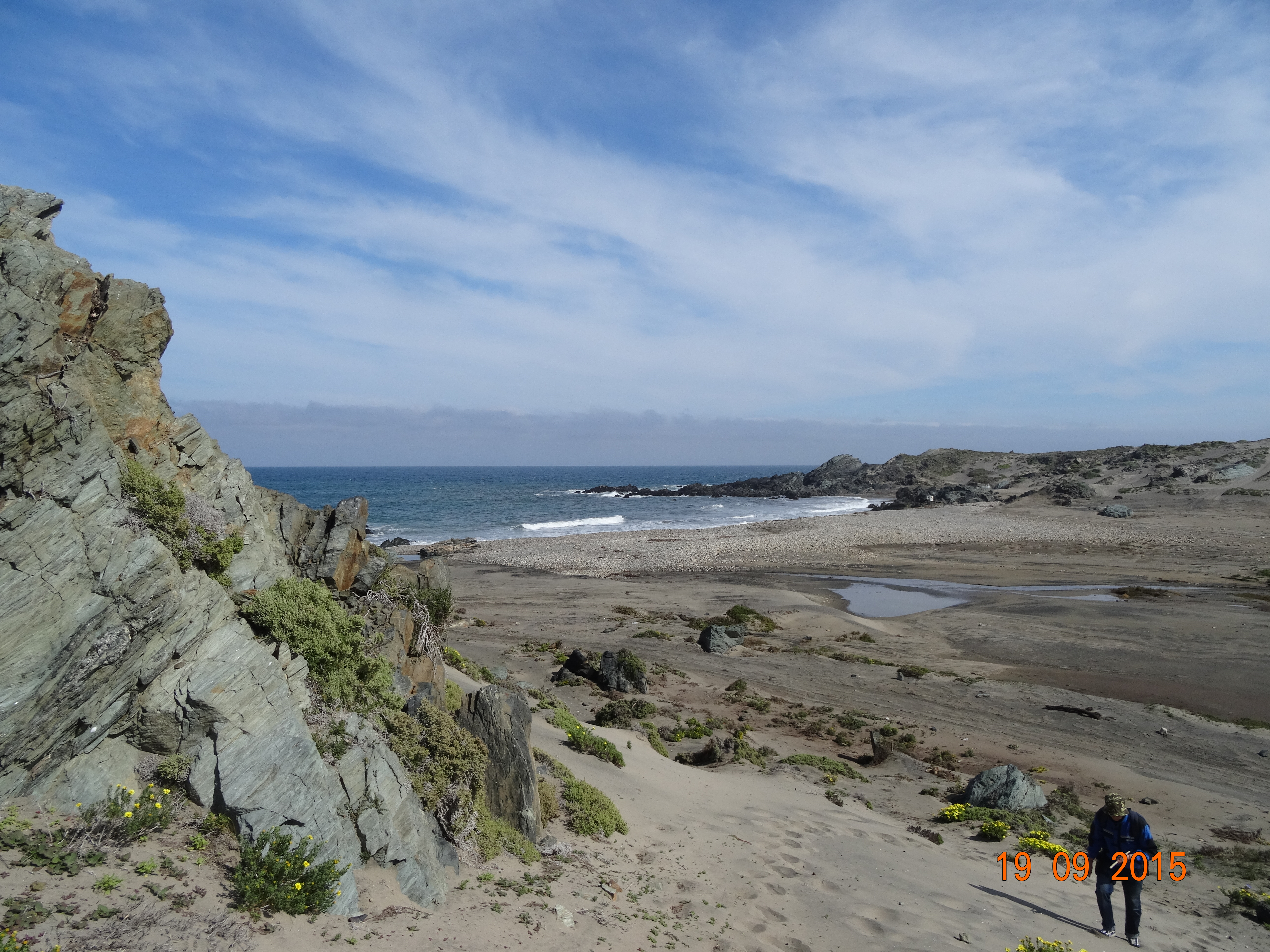
Laguna La Cebada post tsunami de septiembre de 2015

El 17 de septiembre de 2015, la zona comprendida entre Concón y Chañaral fue afectada por un movimiento telúrico de grado 8.4 con epicentro en la localidad contigua de La Canela. Seguido del sismo se produjo un tsunami con un tren de olas de 4.5 m que arrasó la laguna y logró llegar a escasos 100 m de la Ruta 5 Panamericana.
Muchas casas construidas con adobe y moscardón fueron destruidas parcialmente quedando inhabitables. No se registraron fallecimientos.
Hacia 2017, se verificó que la laguna estaba en etapa de formación debido a las abundantes lluvias estacionales de mayo y septiembre de ese año.

### Cambios en el nivel de mareas

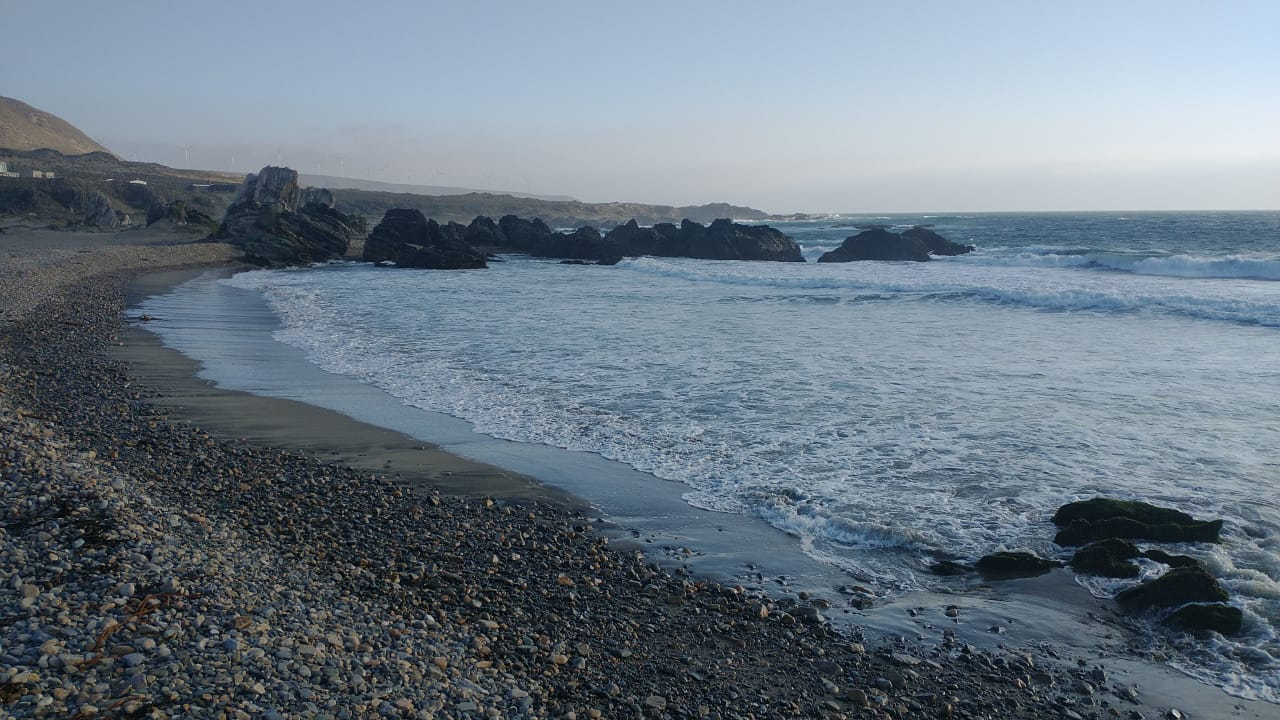
Bordemar en nivel de pleamar en la Costa de La Cebada (octubre 2023)

Entre 2022 y 2023 se ha evidenciado un cambio en la penetración del mar en el borde costero, el nivel de pleamar con respecto a lo observado a fines del siglo XX se ha adentrado en el borde unos 30 m hacia tierra lo que implica un aumento del nivel del mar de entre 2-5 m de altura siendo su causa el cambio climático o calentamiento global del planeta.

## Trivia
El dicho popular chileno: -" Entre Tongoy y Los Vilos"- se refiere a este sector de la Panamericana Norte por su escasez de servicios y habitantes por km²